# Cá sấu trong cống thoát nước

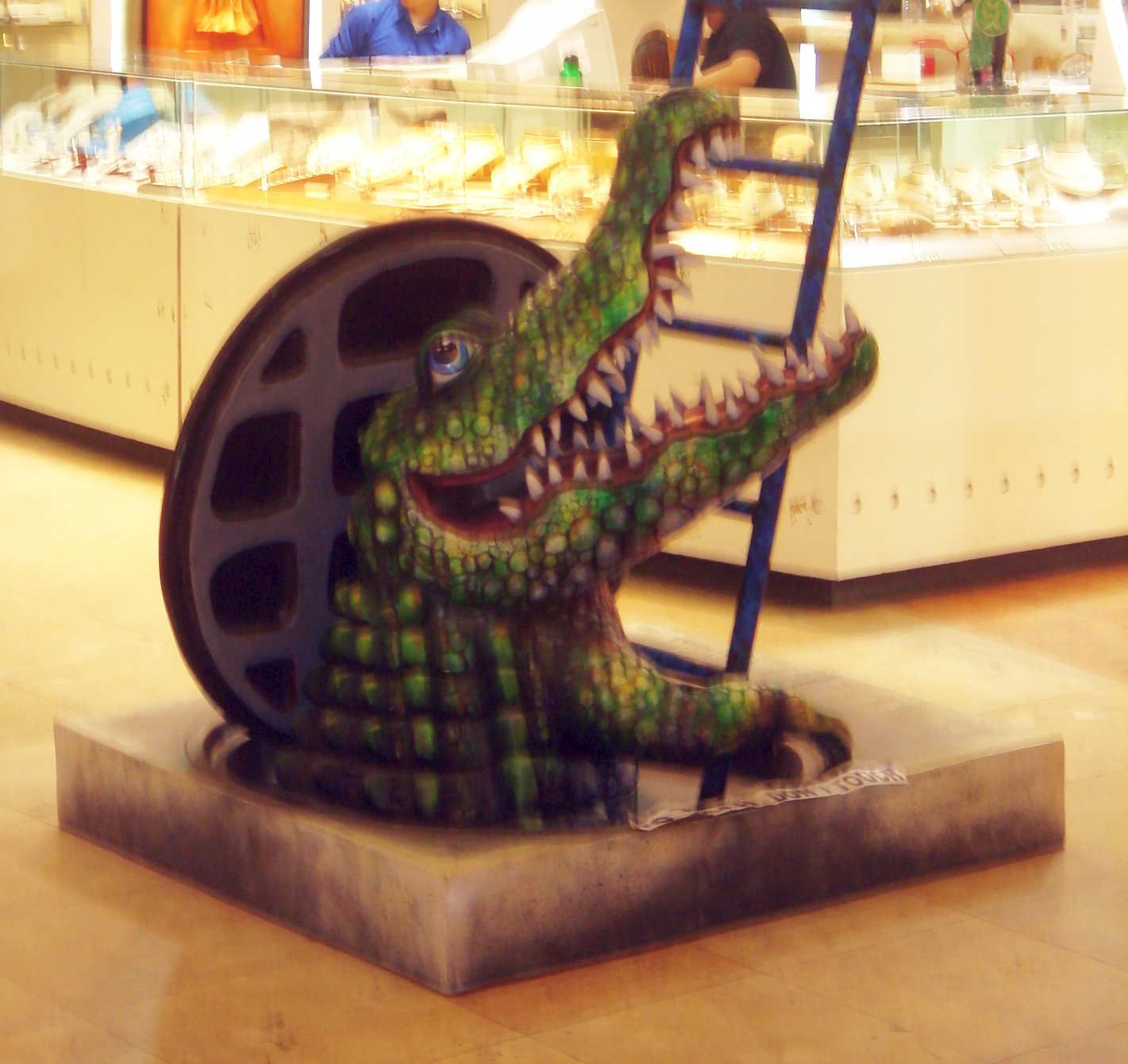
Mô hình của một con cá sấu trồi lên từ một cống thoát nước trong một trung tâm mua sắm.

Những mẫu chuyện về cá sấu trong cống thoát nước xuất hiện từ cuối những năm 1920 và đầu những năm 1930 và được xem như một loại truyền thuyết đô thị. Những mẫu chuyện này được thuật lại dựa trên các báo cáo về việc nhìn thấy cá sấu ở những địa điểm khác thường, đặc biệt là thành phố New York. Thời báo New York đã báo cáo lại rằng thành phố đã tiến hành các hoạt động giải cứu cá sấu hằng năm từ những nơi chúng được nuôi như thú cưng một cách bất hợp pháp (có thể đã được đặt hàng trực tuyến từ một số tiểu bang và sự hợp pháp khi được phép vận chuyển những cá thể nhỏ) và một số từ môi trường bên ngoài (nơi chúng có thể thu hút sự chú ý của mọi người) chủ yếu là trên mặt đất. Mặc dù những con cá sấu trốn thoát và những cá thể được thả ra có thể đã sinh sống trong một khoảng thời gian ngắn trong hệ thống cống rãnh tại New York nhưng đa phần đều không thể tồn tại lâu do điều kiện nhiệt độ thấp và lượng lớn vi khuẩn trong phân người được thải vào các cống rãnh. Các đội bảo trì hệ thống cống thoát nước đã xác nhận không tìm thấy bất kỳ quần thể cá sấu nào dưới lòng đất.
Một câu chuyện tương tự xuất hiện vào năm 1851 đề cập đến việc lợn hoang trong hệ thống cống rãnh ở Hampstead, Luân Đôn.

## Truyền thuyết
Sau các báo cáo về việc phát hiện cá sấu hệ thống cống rãnh trong những năm 1930, câu chuyện đã được xây dựng và biến tấu qua nhiều thập kỷ để trở thành một truyền thuyết đương đại tại đô thị. Nhiều người thậm chí đã đặt dấu chấm hỏi về tính xác thực của bản gốc câu chuyện, một số người thậm chí còn cho rằng chúng là những mẩu chuyện hư cấu được dựng lên bởi Teddy May, Ủy viên phụ trách hệ thống cống rãnh vào thời điểm đó. Các cuộc phỏng vấn diễn ra với ông là cơ sở cho các nguồn tài liệu đầu tiên được công bố về cá sấu trong hệ thống cống thoát nước của thành phố. Tuy nhiên, câu chuyện về "cá sấu trong cống thoát nước" ở New York là phiên bản nổi tiếng nhất và nhiều biến thể khác nhau đã được kể lại.

### Louisiana hoặc Florida đến thành phố New York
Vào giữa thế kỷ 20, các quầy hàng bán đồ lưu niệm ở Florida đã bán những cá thể cá sấu con (chứa trong các bể cá nhỏ) làm quà lưu niệm. Khách du lịch từ thành phố New York đã mua những con cá sấu con và nuôi dưỡng chúng như thú cưng. Khi cá sấu phát triển quá lớn để có thể giữ lại trong nhà, nhiều gia đình đã tiến hành xả nước chúng xuống thông qua các nhà vệ sinh.
Có nhiều câu chuyện về những điều xảy ra tiếp theo. Câu chuyện phổ biến nhất là những cá thể cá sấu sống sót đã cư trú trong cống và sinh sản, ăn chuột và rác, phát triển đến kích thước khổng lồ và gây ra nỗi sợ hãi cho các công nhân thoát nước. Trong cuốn sách Thế giới bên dưới thành phố 1959 (The World Beneath the City) của Robert Daley, ông kể lại rằng một đêm nọ, một công nhân thoát nước ở thành phố New York đã bị sốc khi thấy một con cá sấu bạch tạng lớn bơi về phía mình. Trong khi tuần lễ tiếp theo là chính thức bước vào tuần săn (weeks of hunting).
Tạp chí Văn hóa dân gian Hoa Kỳ (The Journal of American Folklore) đã đề cập đến chủ đề này: 
Năm 1959, một cuốn sách mang tên Thế giới bên dưới thành phố đã được xuất bản bởi Lippincott. Được viết bởi Robert Daley, đó là một lịch sử của những vấn đề liên quan đến việc phát triển mạng lưới các tiện ích bên dưới Manhattan. Ở giữa những câu chuyện về các vấn đề kỹ thuật và các thỏa thuận chính trị là một chương có tên "Cá sấu trong cống rãnh" (xem trang 187-189). Điều này dựa trên các cuộc phỏng vấn của tác giả với Teddy May, người đã từng là Ủy viên cống rãnh ở New York trong khoảng ba mươi năm.
Theo ông May, các thanh tra cống thoát nước đã báo cáo lần đầu tiên là đã nhìn thấy cá sấu vào năm 1935, nhưng cả May và không ai khác tin đã họ. "Thay vào đó, ông ta cài đặt người để theo dõi những người công nhân thoát nước để tìm hiểu làm thế nào họ tìm được rượu whisky trong các đường ống." Tuy nhiên, sau các báo cáo dai dẳng, có lẽ bao gồm cả mục báo được phát hiện bởi Coleman, khiến May phải đích thân xuống để tự mình tìm hiểu. Ông thấy rằng các báo cáo là đúng sự thật. "Chùm đèn pin của chính ông ta đã làm nổi bật lên những con cá sấu có chiều dài trung bình khoảng hai feet."
Có thể họ sẽ phải bắt đầu một chiến dịch tiêu diệt, sử dụng mồi độc, sau đó tràn vào các đường hầm bên cạnh để xả lũ quái thú vào các giao điểm chính nơi các thợ săn được trang bị súng trường.22 đang phục sẵn. Ông tuyên bố vào năm 1937 rằng 'lũ cá sấu đã biến mất. Các báo cáo về việc nhìn thấy cá sấu vào những năm 1948 và 1966 đã không được xác nhận.
Tuy nhiên, không có bất kỳ đề cập nào đến cá sấu "bạch tạng" và May đã khẳng định rằng cá sấu con đã bị bỏ xuống các cống thoát nước mưa thay vì " bị xả nước trong nhà vệ sinh".

Một tài liệu tham khảo thêm về cá sấu trong cống rãnh tồn tại trong quyển tiểu thuyết đầu tiên của Thomas Pynchon, V.  Nó đã hư cấu các nguồn tài liệu, nói rằng Macy đã bán chúng trong một thời gian với giá 50 xu. Cuối cùng, bọn trẻ đã trở nên nhàm chán với thú cưng, thả chúng ra đường cũng như xả chúng vào cống. Thay vì thuốc độc, súng ngắn được sử dụng làm phương pháp giải quyết lũ quái vật. Benny Profane, một trong những nhân vật chính trong cuốn sách, tiếp tục săn lùng chúng như một công việc toàn thời gian cho đến khi số lượng cá sấu được hạn chế.
Một cuốn sách dành cho trẻ em vào năm 1973, Cuộc trốn thoát vĩ đại (The Great Escape) hay Câu chuyện cống thoát nước (The Sewer Story) của Peter Lippman đã nhân hóa những con cá sấu này và cho chúng ăn mặc như con người và thuê một chiếc máy bay để đưa chúng về đầm lầy Florida.

### Các phiên bản bao gồm cá sấu bạch tạng và đột biến

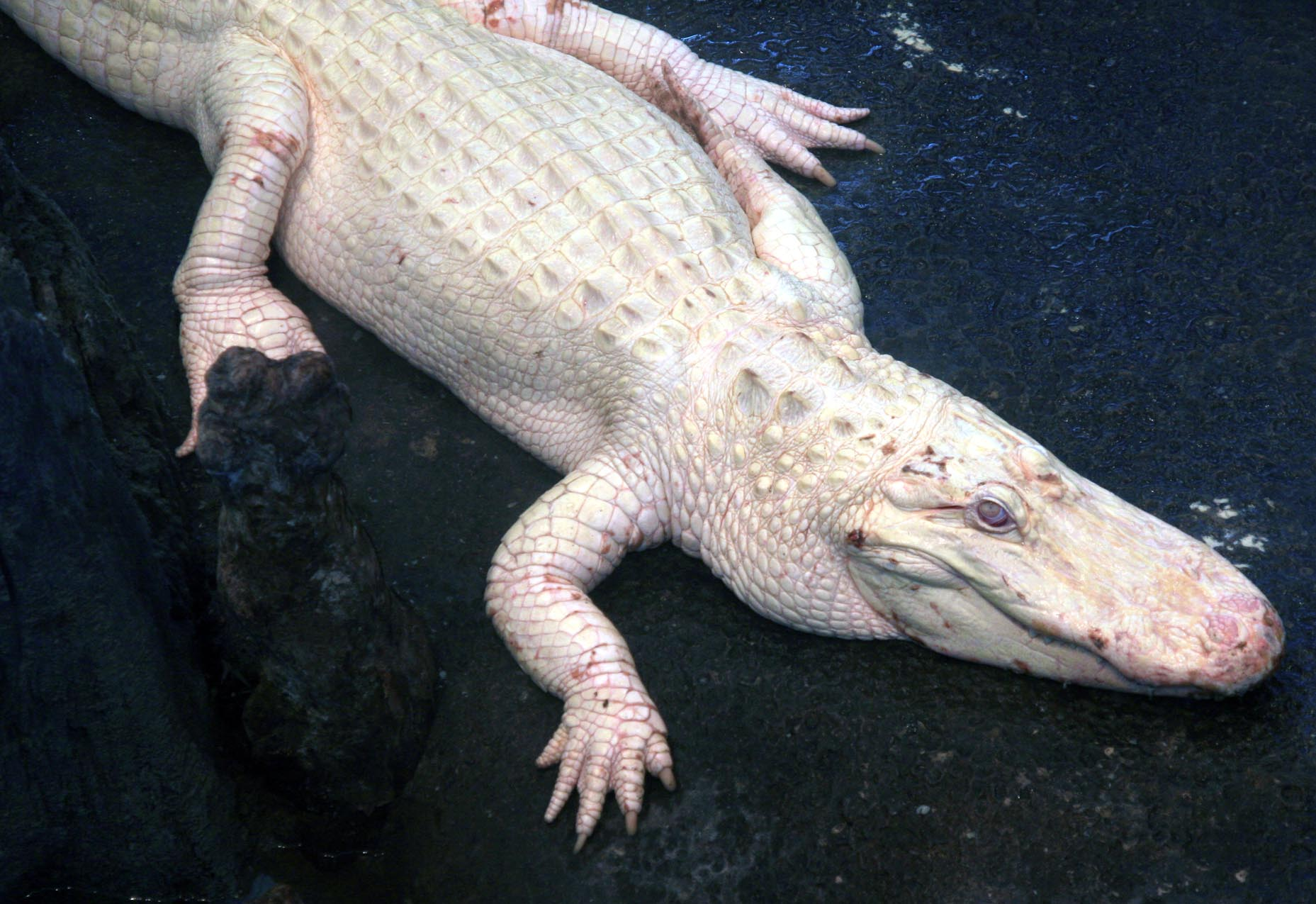
Một con cá sấu bạch tạng tại Viện hàn lâm Khoa học California

Một số phiên bản nghiên cứu sâu hơn để cho rằng, sau khi những cá thể cá sấu bị vứt bỏ ở độ tuổi còn trẻ như vậy, chúng sẽ sống phần lớn cuộc đời của mình trong một môi trường không có sự tiếp xúc với ánh sáng mặt trời, và do đó rõ ràng là chúng có thể sẽ mất đi thị lực và sắc tố và rằng loài bò sát này sẽ bị mù và xuất hiện hiện tượng bạch tạng hoàn toàn. Một lý do khác có thể xảy ra khiến một con cá sấu bạch tạng rút xuống các cống ngầm là do đặc tính dễ bị tổn thương của chúng đối với ánh sáng mặt trời trong tự nhiên; vì không có sắc tố đen trong da của con vật, chúng không có được sự bảo vệ khỏi ánh nắng mặt trời, khiến chúng rất khó tồn tại trong môi trường tự nhiên.
Một số người thậm chí đã kể về các loại cá sấu đột biến sống trong cống thoát nước đã tiếp xúc với nhiều loại chất thải hóa học độc hại khác nhau đã tác động đến chúng, khiến chúng bị biến dạng và đôi khi còn phát triển quá cỡ và mang nhiều màu sắc bất thường. Một con cá sấu đột biến khổng lồ dựa trên những huyền thoại này đã được tái hiện lại trong phim Alligator vào năm 1980.
Cá sấu bạch tạng cũng xuất hiện trong quyển tiểu thuyết đầu tay của Thomas Pynchon V.